# Андреа Бецнер
Андреа Бецнер (нім. Andrea Betzner; нар. 10 липня 1966) — колишня німецька тенісистка.
Найвищу одиночну позицію світового рейтингу — 115 місце досягла 5 січня 1985, парну — 54 місце — 26 жовтня 1987 року.
Здобула 2 парні титули.
Найвищим досягненням на турнірах Великого шолома було 2 коло в одиночному та парному розрядах.
Завершила кар'єру 1990 року.

## Фінали турнірів WTA

### Парний розряд (2–1)
| Результат | Ранг | Дата          | Турнір                     | Покриття | Партнерка      | Суперниці                        | Рахунок       |
| --------- | ---- | ------------- | -------------------------- | -------- | -------------- | -------------------------------- | ------------- |
| Перемога  | 1.   | 5 жовтня 1987 | Афіни, Греція              | Ґрунт    | Юдіт Візнер    | Кетлін Горват Дінкі Ван Ренсбурґ | 6–4, 7–6(7–0) |
| Перемога  | 2.   | 1 травня 1988 | Таранто, Італія            | Ґрунт    | Клаудія Порвік | Лаура Гарроне Гелен Келесі       | 6–1, 6–2      |
| Поразка   | 3.   | 25 липня 1988 | Гамбург, Західна Німеччина | Ґрунт    | Юдіт Візнер    | Яна Новотна Тіна Шоєр-Ларсен     | 4–6, 2–6      |

## Фінали ITF

### Одиночний розряд (0–2)
| Легенда         |
| --------------- |
| турніри $25,000 |
| турніри $10,000 |

| Результат | Ранг | Дата           | Турнір                      | Покриття | Суперниця        | Рахунок  |
| --------- | ---- | -------------- | --------------------------- | -------- | ---------------- | -------- |
| Поразка   | 1.   | 22 серпня 1983 | Герне, Західна Німеччина    | Ґрунт    | Тіна Шоєр-Ларсен | 2–6, 2–6 |
| Поразка   | 2.   | 4 липня 1988   | Штутгарт, Західна Німеччина | Ґрунт    | Аманда Кетцер    | 2–6, 3–6 |

### Парний розряд (1–0)
| Результат | Ранг | Дата          | Турнір                     | Покриття | Партнерка      | Суперниці                        | Рахунок  |
| --------- | ---- | ------------- | -------------------------- | -------- | -------------- | -------------------------------- | -------- |
| Перемога  | 1.   | 10 липня 1989 | Erlange, Західна Німеччина | Ґрунт    | Вілтруд Пробст | Інгелісе Дрігейс Дженніфер Ф'юкс | 6–2, 6–3 |